# Tupistra muricata
Tupistra muricata är en sparrisväxtart som först beskrevs av François Gagnepain, och fick sitt nu gällande namn av Noriyuki Tanaka. Tupistra muricata ingår i släktet Tupistra och familjen sparrisväxter.
Artens utbredningsområde är Laos. Inga underarter finns listade i Catalogue of Life.